# قلعه کوه مسک
تپه قلعه کوه مسک مربوط به قرون میانه اسلامی تا دوره صفویه است و در شهرستان درمیان، بخش مرکزی، دهستان میاندشت، روستای مسک واقع شده و این اثر در تاریخ ۸ بهمن ۱۳۸۵ با شمارهٔ ثبت ۱۷۰۷۳ به‌عنوان یکی از آثار ملی ایران به ثبت رسیده است.